# Ferrari SF90
Der Ferrari SF90 war der 52. Formel-1-Rennwagen der Scuderia Ferrari. Mit dem Fahrzeug bestritt das Team die Formel-1-Weltmeisterschaft 2019.

## Präsentation und Name
Der SF90 wurde am 15. Februar 2019 in Maranello präsentiert.
Die Bezeichnung des Wagens setzt sich aus der Abkürzung des Teamnamens, SF, und der Zahl 90 als Anlehnung an das 90-jährige Bestehen des Teams zusammen.

## Technik und Entwicklung
Wie alle Formel-1-Fahrzeuge des Jahres 2019 ist der Ferrari SF90 ein hinterradangetriebener Monoposto mit einem Monocoque aus kohlenstofffaserverstärktem Kunststoff (CFK). Außer dem Monocoque bestehen auch viele weitere Teile des Fahrzeugs, darunter die Karosserieteile und das Lenkrad aus CFK. Auch die Bremsscheiben sind aus einem mit Kohlenstofffasern verstärkten Verbundwerkstoff. 
Der SF90 ist das Nachfolgemodell des Ferrari SF71H. Da das technische Reglement zur Saison 2019 weitgehend stabil blieb, ist das Fahrzeug größtenteils eine Weiterentwicklung.
Angetrieben wird der SF90 von einem in der Fahrzeugmitte montierten 1,6-Liter-V6-Motor von Ferrari mit einem Turbolader sowie einem 120 kW starken Elektromotor, es ist also ein Hybridelektrokraftfahrzeug. Die Kraft überträgt ein sequentielles, mit Schaltwippen betätigtes Achtganggetriebe. Das Fahrzeug hat nur zwei Pedale, ein Gaspedal (rechts) und ein Bremspedal (links). Genau wie viele andere Funktionen wird die Kupplung, die nur beim Anfahren aus dem Stand verwendet wird, über einen Hebel am Lenkrad bedient.
Die Gesamtbreite des Fahrzeugs beträgt 2000 mm, die Breite zwischen Vorder- und Hinterachse 1600 mm, die Höhe 950 mm. Der Frontflügel hat eine Breite von 2000 mm, der Heckflügel von 1050 mm sowie eine Höhe von 820 mm. Der Diffusor hat eine Gesamthöhe von 175 mm sowie eine Breite von 1050 mm. Der Wagen ist mit 305 mm breiten Vorderreifen und mit 405 mm breiten Hinterreifen des Einheitslieferanten Pirelli ausgestattet, die auf 13-Zoll-Rädern montiert sind.
Der SF90 verfügt, wie alle Formel-1-Fahrzeuge seit 2011, über ein Drag Reduction System (DRS), das durch Flachstellen eines Teils des Heckflügels den Luftwiderstand des Fahrzeugs auf den Geraden verringert, wenn es eingesetzt werden darf. Auch das DRS wird mit einem Schalter am Lenkrad des Wagens aktiviert.
Der SF90 ist mit dem Halo-System ausgestattet, das einen zusätzlichen Schutz für den Kopf des Fahrers bietet.

## Lackierung und Sponsoring
Der SF90 ist überwiegend im klassischen Rot lackiert, ergänzt durch graue Elemente u. a. an Front- und Heckflügel. Im Gegensatz zum Vorgänger wurde eine matte Lackierung verwendet.
Es werben AMD, Hublot, Kaspersky Lab, Lenovo, Mahle, Pirelli, Ray-Ban, Shell, UPS und Weichai Power auf dem Fahrzeug.

## Fahrer
Ferrari trat in der Saison 2019 mit der Fahrerpaarung Sebastian Vettel und Charles Leclerc an. Vettel bestritt seine fünfte Saison für das Team, Leclerc wechselte von Sauber zu Ferrari und ersetzte Kimi Räikkönen, der seinerseits zu Sauber wechselte.

## Ergebnisse
| Fahrer                          | Nr.                             | 1 | 2 | 3 | 4 | 5 | 6   | 7 | 8 | 9 | 10 | 11  | 12 | 13 | 14 | 15 | 16  | 17 | 18 | 19  | 20  | 21 | Punkte | Rang |
| ------------------------------- | ------------------------------- | - | - | - | - | - | --- | - | - | - | -- | --- | -- | -- | -- | -- | --- | -- | -- | --- | --- | -- | ------ | ---- |
| Formel-1-Weltmeisterschaft 2019 | Formel-1-Weltmeisterschaft 2019 |   |   |   |   |   |     |   |   |   |    |     |    |    |    |    |     |    |    |     |     |    | 504    | 2.   |
| S. Vettel                       | 05                              | 4 | 5 | 3 | 3 | 4 | 2   | 2 | 5 | 4 | 16 | 2   | 3  | 4  | 13 | 1  | DNF | 2  | 2  | DNF | 17* | 5  | 504    | 2.   |
| C. Leclerc                      | 16                              | 5 | 3 | 5 | 5 | 5 | DNF | 3 | 3 | 2 | 3  | DNF | 4  | 1  | 1  | 2  | 3   | 6  | 4  | 4   | 18* | 3  | 504    | 2.   |

| Legende  | Legende            | Legende                                                          |
| Farbe    | Abkürzung          | Bedeutung                                                        |
| -------- | ------------------ | ---------------------------------------------------------------- |
| Gold     | –                  | Sieg                                                             |
| Silber   | –                  | 2. Platz                                                         |
| Bronze   | –                  | 3. Platz                                                         |
| Grün     | –                  | Platzierung in den Punkten                                       |
| Blau     | –                  | Klassifiziert außerhalb der Punkteränge                          |
| Violett  | DNF                | Rennen nicht beendet (did not finish)                            |
| Violett  | NC                 | nicht klassifiziert (not classified)                             |
| Rot      | DNQ                | nicht qualifiziert (did not qualify)                             |
| Rot      | DNPQ               | in Vorqualifikation gescheitert (did not pre-qualify)            |
| Schwarz  | DSQ                | disqualifiziert (disqualified)                                   |
| Weiß     | DNS                | nicht am Start (did not start)                                   |
| Weiß     | WD                 | zurückgezogen (withdrawn)                                        |
| Hellblau | PO                 | nur am Training teilgenommen (practiced only)                    |
| Hellblau | TD                 | Freitags-Testfahrer (test driver)                                |
| ohne     | DNP                | nicht am Training teilgenommen (did not practice)                |
| ohne     | INJ                | verletzt oder krank (injured)                                    |
| ohne     | EX                 | ausgeschlossen (excluded)                                        |
| ohne     | DNA                | nicht erschienen (did not arrive)                                |
| ohne     | C                  | Rennen abgesagt (cancelled)                                      |
| ohne     | keine WM-Teilnahme |                                                                  |
| sonstige | P/fett             | Pole-Position                                                    |
| sonstige | 1/2/3/4/5/6/7/8    | Punktplatzierung im Sprint-/Qualifikationsrennen                 |
| sonstige | SR/kursiv          | Schnellste Rennrunde                                             |
| sonstige | *                  | nicht im Ziel, aufgrund der zurückgelegten Distanz aber gewertet |
| sonstige | ()                 | Streichresultate                                                 |
| sonstige | unterstrichen      | Führender in der Gesamtwertung                                   |